# Fritz Lange (Ringer)
Fritz Lange (* 22. Januar 1885 in Eickel; † unbekannt) war ein deutscher Ringer.

## Karriere
Fritz Lange nahm an den Olympischen Sommerspielen 1912 in Stockholm in der Klasse bis 82,5 kg im griechisch-römischen Stil. Er kämpfte für den ASV Mainz 1888.